# 大沽全海笋
大沽全海笋（学名：Barnea davidi）是海螂目鸥蛤科全海笋属的一种。

## 分佈及棲息地
本物種分佈於中国大陆的遼寧省、河北省、山東省，浙江省舟山市的普陀区和嵊泗县諸島以及在南韓。
常栖息在潮间带低潮现附近。